# Korita (Republika Serbska)
Korita (cyr. Корита) – wieś w Bośni i Hercegowinie, w Republice Serbskiej, w gminie Bileća. W 2013 roku liczyła 99 mieszkańców.